# Еді Рада
Еді Рада (нім. Edi Rada, 13 вересня 1922) — австрійський фігурист, олімпійський медаліст.

## Виступи на Олімпіадах
| Олімпіада        | Дисципліна       | Місце |
| ---------------- | ---------------- | ----- |
| Санкт-Моріц 1948 | одиночний розряд | 3     |